# Osrednja Madžarska
Osrednja Madžarska je regija Madžarske, ki ima središče v Budimpešti. 
Obsega naslednje županije: Pešta in Budimpešta.
Ima površino 6.919 km², kjer živi 2.825.000 prebivalcev; povprečna gostota prebivalcev je tako 408 prebivalcev/km².